# New Cambria (Kansas)
New Cambria es una ciudad ubicada en el condado de Saline, Kansas, Estados Unidos. Según el censo de 2020, tiene una población de 106 habitantes.

## Geografía
La localidad está ubicada en las coordenadas 38°52′45″N 97°30′24″O / 38.87917, -97.50667 (38.879046, -97.506602).

## Demografía
Según la Oficina del Censo. en 2000 los ingresos medios de los hogares de la localidad eran de $36,607 y los ingresos medios de las familias eran de $40,500. Los hombres tenían unos ingresos medios de $30,250 frente a $23,125 para las mujeres. Los ingresos per cápita eran de $15,218. Alrededor del 5.5% de la población estaba por debajo del umbral de pobreza.
De acuerdo con la estimación 2016-2020 de la Oficina del Censo, los ingresos medios de los hogares de la localidad son de $73,382. Alrededor del 10.9% de la población está por debajo del umbral de pobreza.